# Bataille de Maarat al-Nouman (2016)
Pour les articles homonymes, voir Bataille de Maarat al-Nouman.
Guerre civile syrienne
Batailles
La bataille de Maarat al-Nouman a lieu le 13 mars 2016 lors de la guerre civile syrienne.

## Prélude
Le 22 février 2016, un cessez-le-feu est conclu en Syrie entre les rebelles, soutenus par les États-Unis, et les loyalistes, soutenus par la Russie,. L'accord exclut cependant les djihadistes, et notamment le Front al-Nosra qui s'oppose farouchement à toute interruption des combats. À partir du 4 mars, dans les gouvernorats de Alep, Idleb, Rif Dimachq, Deraa et Homs, des habitants profitent de l'accalmie pour reprendre des manifestations anti-régime, comme il n'en avait plus été vu depuis 2011,
À Maarat al-Nouman également, des habitants commencent à manifester pacifiquement début mars. La ville est en partie contrôlée par les djihadistes du Front al-Nosra, mais la 13e division, un groupe de l'Armée syrienne libre y tient également son quartier-général. Selon Madjid Zerrouky, journaliste du Monde, contrairement à d'autres groupes de l'ASL s'étant discrédités par des exactions ou de la corruption, la 13e division « a toujours joui d'une grande popularité auprès de la population ».

## Déroulement
Cependant les rassemblements à Maarat al-Nouman sont rapidement troublés par des contre-manifestations du Front al-Nosra,,. Les djihadistes brûlent le drapeau tricolore vert, blanc et noir de l'opposition syrienne, considéré comme un symbole « laïc »,. Le 13 mars, la situation dégénère en affrontements entre la 13e division de l'Armée syrienne libre et les djihadistes du Front al-Nosra et de Jound al-Aqsa,. Les combats tournent à l'avantage de ces derniers : la 13e division perd toutes ses bases à Maarat al-Nouman,,.
Des habitants continuent cependant de manifester, cette fois-ci contre le Front al-Nosra : le 14 mars ils incendient l'immeuble utilisé comme quartier-général par le groupe djihadiste et hissent le drapeau de la 13e division sur son fronton,. Le Front al-Nosra cherche cependant à éviter une escalade et retire ses troupes de Maarat al-Nouman par volonté d'« apaisement ». La 13e division et le Front al-Nosra acceptent officiellement de se ranger à la médiation d'un « tribunal » indépendant, composé de religieux proposés par chacun des deux camps.

## Pertes
La 13e division reconnaît sa défaite et affirme que ses bases ont été perdues et des munitions et des équipements pillés. Selon l'Observatoire syrien des droits de l'homme (OSDH), les djihadistes s'emparent également de missiles BGM-71 TOW, que les Américains avaient livré à la 13e division.
Environ 40 à 50 rebelles ont été faits prisonniers par les djihadistes,,. Le Front al-Nosra annonce leur libération le 15 mars.
Selon l'OSDH, les combats à Maarat al-Nouman, Khan Cheikhoun et des localités environnantes ont fait onze morts, dont sept de la 13e division et quatre pour le Front al-Nosra. Un habitant cité par Le Monde affirme pour sa part que les combats ont fait 13 morts.